# 洁德 (漫画)
洁德（英語：Jade）是一个由DC漫画公司虚构的超级英雄人物，小名“珍妮”或“珍”，又译作翡翠、婕德。她是艾倫·史考特的女儿，母亲是蘿斯·坎顿，即黄金时代的超级反派“刺”。珍妮有一个孪生兄弟，托德·詹姆斯·赖斯，就是超级英雄黑曜石。
在与黑曜石待在一起的日子里，她是无限公司的创始人之一；她同时与正义联盟和美国正义会合作，后成为了局外人组织的头领；她亦为重组后的绿灯军团的成员之一，一直与汉克·金（脑波）和绿灯侠凯尔·雷纳之间保持着暧昧的感情。她是来自地球的第一位女绿灯侠。

## 人物历史

### 起源
洁德的母亲蘿斯曾与艾倫·史考特有过短暂的婚姻。怀孕后，她考虑到自己的精神分裂病史，担心会伤害到自己的儿女而逃走，最终选择与孩子们分开并让别人领养。洁德被一对住在密尔沃基郊区的夫妇收养。她起先并不知道她有一个孪生兄弟，直到她接近二十岁的时候她才获知。在她和托德见面后不久，他们便怀疑他们是绿灯侠艾倫·史考特]
的儿女，他们企图加入美国正义会，他们被拒绝了。但最后他们加入了由其他孩子们以及美国正义会继承者们组成的新战队——无限公司。
由于她父亲表现出来的神奇力量，她和她的哥哥也拥有超人的力量，尽管洁德只有在她儿时保卫自己不受性侵犯的时候才用到这些超能力。洁德的超能力与绿光军团的十分像：她能够产生绿色的能量团并用意志控制它的形状。她一次把星心（她的能量的来源）打坏之后失去了超能力，但后来被凯尔·雷纳修复好了，那时，凯尔·雷纳是离子侠。她后来在一次被强盗袭击时，她无意中发出了玫瑰反击了强盗，她才发现亦拥有与母亲一样控制植物的能力。一次，在外星上，她告诉凯尔·雷纳她的皮肤其实含有叶绿素（这也就是为什么她的皮肤呈绿色），并且可以像一个植物一样进行光合作用。当她没有能量的时候，凯尔·雷纳给了她一颗能量戒指并且仅让她充当地球的绿灯侠。

洁德之死，伊凡·雷斯所画。

她内在的超能力十分像她的父亲。她可以由手掌心的星标发出固体光，并且可以飞。她像木材和纤维素一样有她的弱点，但是没有必要定期补给她能量。
在暴打他的朋友特里·伯格之后，凯尔·雷纳离开了地球，洁德选择了跟着他离开地球；不过，在她执行了几个任务之后，她决定要返回地球。在回到她与另一名男子陷入了热恋，并且结束她与凯尔的恋人关系。她后来成了局外人的成员，最后，她又成了该战队的队长。在此期间，洁德帮助唐娜·特洛伊和召集少年悍將的女校友并对抗反派泰坦的神话。
在无限危机中，唐娜·特洛伊率领的一组地球的英雄，包括洁德，进入太空，他们在那里尝试处理宇宙裂痕的日益增加的问题。绿灯军团的代表凯尔·雷纳和基洛沃格，也加入以回应这一次危机。
在瑞恩-塔纳戈之圣战中，洁德为试图阻止[小亚历山大路瑟而在撕裂的多元宇宙中牺牲。她对她能力的意识徘徊不前，直到她的‘星标’被凯尔所吞并。这次合并唤醒了沉睡已久的离子，凯尔·雷纳在不知不觉中成为了离子侠，使他变得更加强大。

### 一年之后
《一年之后》之中，艾伦·斯科特被幽灵绅士击晕之后。原洁德的灵魂现身了。她用她一部分绿光能源来帮助他父亲换失去了的眼睛，他的眼睛毁于武器“泽塔光波”的失灵。而被更换的新眼睛有神奇的能力，可以让艾伦·斯科特追踪到星际隐秘能量。
作为「起源和预兆」的后备剧情，洁德的影像的出现，暗示了未来DC漫画的一些大事件。

### 极黑之夜
在极黑之夜交叉大事件中，洁德的遗体被复活，并成为了黑光军团中的一员，但是最後她因為白光能量得以復活。

## 妮基·琼斯
在《52周刊 #11》中 ，唐娜·特洛伊想要以一死去阻止雷克斯·路瑟，在《52周刊 #29》中 ，一名新的年轻女子名为妮基·琼斯被介绍作为一个无限公司战队的新成员，并以“洁德”为名。
她是一个来自旧金山艺术学院的图形艺术系学生，琼斯拥有从她的指尖发出藤蔓的超能力，并拥有飞的能力和使用绿光能源的能力，她在感恩节派对中第一次亮相，却被十胜石攻击，十胜石指责她试图盗用他姐姐洁德的名号和精神。

## 外部連結
- Unofficial Jade (Jennie-Lynn Hayden) profile
- Chronological List of Appearances